# Джунгары
Джунга́ры (зюнгары, зюнгарцы, зенгоры, зонгары, цзюнгары, чжунгары; монг. зүүн гар, калм. зүн һар) — ойратское племя, также название, под которым подразумевается поздний союз ойратских племён или ойратское население Джунгарского ханства.

## Этимология
В переводе с калмыцкого и монгольского языков jagun γar, jegiin ğar, зүң һар, зүүн гар, зюнгар, означает — «левая рука (крыло)». Термин «левая рука (крыло)» традиционно связывают с левым крылом армии Монгольской империи. Монгольское войско делилось на 3 части: центр (кэль, или хол), правое крыло (барунгар) и левое крыло (джунгар).
Самоназвание — Өөрд, ойр, өөр — в переводе с монгольского и ойратского (калмыцкого) — «близкий, союзный, союзник».
Несколько вариантов происхождения имени «ойраты» у различных исследователей:
- Название происходит из монгольских языков: «Ойрат есть монгольское слово в переводе: союзный, ближний, союзник» Н. Я. Бичурин. өөр (совр. калм.), ойр (совр. халх.) — ближний, близкий (географически); живущий по соседству, недалеко[5].
- Слово «ойрат» распадается на два термина «ой» и «арат» (лесные люди). На совр. халх.: ойн иргэд — лесное племя, ойн ард — лесной народ[6].
- Происхождение этнонима «ойрат» (оjiрад) и «огуз» из общей формы огізан либо огіз (монг. ojiран, мн. ч. ojiрад). (Г. Рамстедт)[7].
- Тотемное происхождение термина «ойрат» (в значении волк) и считается не случайным совпадение с финским «koira» (собака). Гипотеза может говорить о возможности контактов финно-угорских племён с предками западных монголов в районе Минусинской котловины. (Н. Н. Убушаев)[8].

В мусульманских и перенявших от них это название русских исторических источниках ойраты назывались и называются калмыками или зюнгарами (зенгорами, джунгарами), в китайских источниках — элютами или олютами (искажённое в китайской транскрипции слово — ойрат), единое же историческое самоназвание этого народа — Өөрд (в русском произношении — ойраты).

## Версии происхождения
В настоящее время у историков нет единого мнения о том что представляли собой джунгары в момент их возникновения, отдельное ойратское племя или союз ойратских племен. Но по мнению большинства современных исследователей, джунгары — союз сформировавшийся в начале XVII века путём объединения ойратских племён во главе рода Чорос. Под руководством Гумэчи, потомка тайшей Тогона и Эсэна, носившего титул Хара-Хула-тайши.
- По мнению Н. В. Екеева джунгары отождествляются с чоросами[9].
- По другим источникам джунгары отождествляются с олётами[10]. Согласно историку В. П. Санчирову в ойратской летописи «История Хо-Урлюка», говорится следующее, что во время битвы у озера Кукунор, ойратское войско имело следующее построение: в центре находились хошуты. На левом фланге сражалось войско олётов, которое назвали «зюнгарын цэрэг», то есть войском левого крыла, «джунгарским войском». На правом фланге торгутское войско назвали войском правого крыла «баруунгарын цэрэг», в арьергарде находились дербеты и хойты. И именно с этого времени за олётами закрепилось название «зюнгар» (джунгары)[2][11].
- В. П. Санчиров, рассматривая этимологию термина олёт, отмечает, что племенное объединение олётов сформировалось в XV веке под властью выходцев из аристократического рода Чорос. В XVII веке олёты, согласно В. П. Санчирову, разделились на джунгаров и дербетов[2].
- В ойратской летописи «Илэтхэл шастир» говорится следующее: «Предок дэрбэтов Боро Нахал и предок джунгаров Эсмэт-Дархан-нойон являются братьями». С гибелью Эсэна-тайши его владения были поделены между его двумя сыновьями Боро-Нахалом и Эсмэт-Дархан-нойоном. Причём те ойраты, которые отошли к Боро-Нахалу, стали называться дербеты, подданные же Эсмэт-Дархан-нойона — зюнгарами (джунгарами)[5].
- И. Я. Златкин в своем труде «История Джунгарского ханства (1635—1758)» писал, что джунгары представляли собой объединение чоросов и большой части дербетов[4].

## Современность
Современными потомками джунгаров и носителями старинного этнонима являются калмыцкие зюнгары, бурятские зунгары, монгольские жонгоор. Один из хошунов Внутренней Монголии носит имя Джунгар-Ци.